# Deinterlacing
Zeilenentflechtung (engl. Deinterlacing) bezeichnet einen Vorgang, bei dem Bilder eines im Zeilensprungverfahren vorliegenden Videosignals in Vollbilder konvertiert werden.
Dies ist grundsätzlich notwendig, wenn die Aufnahmekamera mit Zeilensprung arbeitet und Aufnahmekamera und Anzeigebildschirme einen unterschiedlichen zeitlichen und vertikalen Bildaufbau haben. Dazu zählen neben 100-Hz-Fernsehgeräten alle Nicht-Röhren-Fernseher, also Flüssigkristall- und Plasmabildschirme. Neben Direktdarstellung arbeiten auch Rückprojektionsbildschirme und Frontprojektoren mit dieser Technik. 
Auch wenn mit der Zeilensprungmethode aufgenommene Fernsehprogramme oder Video-DVDs auf Computermonitoren aller Art (außer den heute veralteten Videomonitoren der alten Heimcomputer) betrachtet werden sollen, ist immer ein Deinterlacing notwendig. Nur herkömmliche 50-Hz-Röhren-Fernsehgeräte und 50-Hz-Röhren-Projektoren kommen ohne Deinterlacing aus. Das Entflechten kann entweder im Fernsehgerät selbst oder in der das Signal anliefernden Set-Top-Box (DVD-Spieler, DVB-Empfänger etc.) erfolgen. Auf dem Computer wird das Deinterlacing entweder von einer Software (etwa DVD-Player-Software) oder auf Hardware-Ebene (z. B. TV-Karte) durchgeführt. Die Bildqualität hängt entscheidend vom verwendeten Deinterlacer ab.

## Zeilensprungsignale
Aus historisch-technischen Gründen verwenden alle 50- und 60-Hz-Röhren-Fernsehgeräte das Zeilensprungverfahren, bei dem keine Vollbilder (frames), sondern Halbbilder (fields) dargestellt werden. Jedes Halbbild besteht nur aus der Hälfte der Bildzeilen eines Vollbildes. Es wird immer abwechselnd ein Halbbild mit den ungeraden Bildzeilen (odd oder top field) und eines mit den geraden Bildzeilen (even oder bottom field) dargestellt. Ursprünglich wurde das Zeilensprungverfahren in der Anfangszeit des Fernsehens eingeführt, um mit dem damaligen Stand der Technik ein halbwegs flimmerfreies Bild zu gewährleisten. Heutzutage stellt dieses Verfahren jedoch ein echtes Problem dar, denn es ist für moderne Bildschirme (LCD, Plasma, DLP) ungeeignet und beeinträchtigt die Bildqualität. Bis heute werden aus Kompatibilitätsgründen aber bei praktisch allen Standard-Definition-Television- und Videosignalen keine Vollbilder, sondern Halbbilder übertragen. Beim in Deutschland üblichen PAL sind es beispielsweise nicht 25 Vollbilder, sondern 50 Halbbilder pro Sekunde. Ein solches Signal bezeichnet man als „interlaced“ (verwoben).
Bei Interlaced-Signalen muss zwischen zwei Arten von Quellen unterschieden werden: Zum einen Film- und zum anderen Video-Aufnahmen.
Bei der Produktion von Filmen werden Filmkameras eingesetzt, die Vollbilder aufzeichnen (i. d. R. mit 24 Hz). Diese Aufnahmen sind in erster Linie fürs Kino bestimmt, wo ebenfalls Vollbilder dargestellt werden. Für die TV-Übertragung müssen solche Filmaufnahmen nachträglich in Halbbilder zerlegt werden, um das notwendige Zeilensprungsignal zu erzeugen. Je zwei aufeinanderfolgende Halbbilder gehen hier auf ein und dasselbe Vollbild zurück bzw. haben den gleichen Zeitindex. Ein solches Signal wird auch als progressive with segmented frames (psF) bezeichnet.
Ganz anders sieht das bei Videoaufnahmen aus, die mit TV-Kameras für das Fernsehen produziert wurden. TV-Kameras arbeiten nach dem Zeilensprungverfahren und zeichnen Halbbilder auf. Sie erzeugen also direkt ein Interlaced-Signal. Da zuerst das eine Halbbild und erst danach das andere Halbbild aufgezeichnet wird, haben hier zwei aufeinanderfolgende Halbbilder unterschiedliche Zeitindizes. Bei PAL ergibt sich zwischen zwei Halbbildern somit ein zeitlicher Verzug von 0,02 Sekunden. (Siehe auch: Bewegte Bilder).
Für Deinterlacing besteht ein wesentlicher Unterschied zwischen Kino- und TV-Material: TV-Material besteht aus 50 unterschiedlichen Einzelbildern pro Sekunde (PAL), bei einer kontinuierlichen Bewegung zeigt jedes dieser Halbbilder einen anderen „Schnappschuss“. Bei Kinomaterial, das im PAL-Format gezeigt wird (2:2-Pull-down), stammen je zwei aufeinanderfolgende Halbbilder aus demselben Vollbild. Dadurch kann man einerseits Kinomaterial theoretisch perfekt deinterlacen (Vollbilder lassen sich eindeutig herleiten), andererseits jedoch sind die Bewegungen weniger flüssig, da faktisch nur halb so viele „Schnappschüsse“ der Bewegung existieren. Kinomaterial erfordert also eine andere Art von Filterung, um nach dem Deinterlacing harmonisch zu wirken.

## Methoden
Heute werden eine ganze Reihe verschiedener Deinterlacing-Methoden eingesetzt. Diese unterscheiden sich zum Teil erheblich im betriebenen Aufwand. Teilweise kommen sogar Erkenntnisse aus der künstlichen Intelligenz zum Einsatz. Im Folgenden werden die wichtigsten Verfahren näher beschrieben.

### Weave (field insertion)
Die einfachste Möglichkeit, Bildmaterial mit Zeilensprung zu deinterlacen, ist, die vorhandenen Halbbilder gleichzeitig anzuzeigen, d. h., sie übereinanderzulegen. Die geraden Zeilen des einen Halbbildes und die ungeraden Zeilen des anderen Halbbildes ergeben wieder ein Vollbild. Dies funktioniert allerdings nur ohne Qualitätsverlust bei Filmmaterial, das aus Halbbildern vom gleichen Aufnahmezeitpunkt besteht. In diesem Fall muss während des Vorgangs nur dafür gesorgt werden, dass immer nur die passenden Halbbilder zusammengefügt werden.
Falls die Halbbilder sich aber zeitlich unterscheiden (TV-Material), entstehen kammartige Artefakte, da die Inhalte nicht übereinstimmen. Die Zeilen des einen Halbbildes erscheinen dabei gegenüber den Zeilen des anderen Halbbildes verschoben. Die Veränderung zwischen den einzelnen Halbbildern und damit die Kammeffekte sind umso stärker, je mehr Bewegung in der Szene vorliegt.
Am Ende des Verfahrens hat man aus je zwei Halbbildern ein Vollbild erstellt. Falls man dieses nun anzeigen würde, sähe man ein deutliches Flimmern. Es käme dann nämlich nur zu einer Bildwiederholungsrate von 25 Hz. Die Vollbilder werden deswegen jeweils zweimal angezeigt, um wieder eine Rate von 50 Hz zu erreichen.
Weave ist also ein sehr einfaches Verfahren und hat den entscheidenden Nachteil der Kammartefakte. Somit ist Weave für TV-Aufnahmen ungeeignet und man benötigt andere Deinterlacingverfahren. Viele Deinterlacer benutzen jedoch Eingabesignale, bei denen die Felder bereits mittels Weave zusammengefügt wurden, und verarbeiten diese weiter.
Kurz: Halbbilder zu Vollbild zusammenfügen. Ungeeignet für TV-Material!

### Unschärfe
Bei der Verwendung von Unschärfe wird das Vollbild dabei mit einem Verfahren ähnlich der Weave-Technik erstellt. Die beiden Halbbilder werden ebenfalls zusammengefügt, das entstandene Vollbild wird aber vor der Anzeige noch einmal weich gezeichnet. Damit versucht man den Kammeffekt abzuschwächen, dies führt allerdings auch zu einem deutlich unscharfen Ausgangsmaterial.
Kurz: Halbbilder zusammenfügen und Ergebnis weichzeichnen.

### Skip Field
Man kann nun erkennen, dass es vor allem wichtig ist, Kammartefakte zu eliminieren. Deswegen versucht man das Vollbild aus nur einem Halbbild zu erstellen. Das andere Halbbild wird einfach fallengelassen. Dadurch verliert man allerdings die volle Auflösung des Originals und besitzt dann nur noch ein halb so großes Bild. Aus diesem Grund muss man danach das Bild wieder auf die alte Größe anpassen.

#### Skip Field mit Zeilenverdopplung oder Interpolation
Falls man auf das nachträgliche Vergrößern des Bildes verzichten möchte, kann Skip Field das Vollbild auch durch einfache Zeilenverdopplung errechnen. Bei dieser Wahl erhält man aber ein qualitativ schlechtes Ergebnis. Deswegen gewinnt man die fehlenden Zeilen mittels Interpolation. Die einfachste Möglichkeit ist es dabei, eine fehlende Zeile aus den beiden umliegenden Zeilen zu ermitteln. Zieht man mehr Zeilen bei der Interpolation mit hinzu, wird das Ergebnis besser, allerdings steigt damit auch der Rechenaufwand.
Am Ende wird das erzielte Bild wieder doppelt angezeigt, um ein Flimmern zu verhindern.
Das große Problem bei der „Skip Field“-Technik ist, dass Bewegungen deutlich abgehackt wirken, da ein Halbbild einfach weggelassen wird und es damit schließlich an Bildinformation fehlt. Außerdem fehlen horizontale Details, welche so klein sind, dass diese nur jeweils in einem Halbbild auftreten. Die Methode hat aber den Vorteil, dass keine Kammeffekte auftauchen. Das Endergebnis wirkt insgesamt weicher als das Original, weil man das Bild wieder hochrechnen muss bzw. weil die fehlenden Zeilen selbst bei guter Interpolation niemals dem Ursprungsmaterial entsprechen.
Kurz: Gerade oder ungerade Zeilen weglassen, dann daraus Vollbild gewinnen.

### Bobbing (line averaging)
Beim Bobbing wird jedes Halbbild zu einem Vollbild erweitert. Es wird aber kein Halbbild ausgelassen, wie es beim Skip Field Video der Fall ist. Man ermittelt also die fehlenden Zeilen des Odd- und des Even-Fields und erhält dadurch zwei Vollbilder. Nun zeigt man zuerst das erste, dann das zweite Vollbild an.
Die erste und die letzte Zeile der Halbbilder lassen sich allerdings schlecht interpolieren, da unterhalb bzw. oberhalb keine Nachbarzeile vorhanden ist, aus der man Informationen zur Rekonstruktion ziehen könnte. Falls diese Zeilen dann nicht berechnet werden, kommt es beim Wechsel zwischen den Vollbildern zu einem Auf (erste Zeile fehlt) und Ab (letzte Zeile fehlt) in der Wiedergabe.
Genauso wie beim Skip Field Video wirkt bei diesem Verfahren das Ergebnis weich gezeichnet und es können auch horizontale Details fehlen. Kammartefakte tauchen ebenfalls nicht auf. Als Verbesserung bietet die Methode flüssige Bewegungen, da kein Halbbild weggelassen wird. Zusätzlich bleibt die Bildwiederholrate bei 50 Hz, es werden nämlich aus 50 Halbbildern 50 Vollbilder pro Sekunde. Der namensgebende Nachteil des Bobbings ist das vertikale Wackeln.
Kurz: Die fehlenden Zeilen von Halbbild 1 interpolieren, das Gleiche für Halbbild 2 machen. Die beiden gewonnenen Vollbilder nacheinander abspielen.

### Blending
Blending bzw. Averaging arbeitet ähnlich wie Bobbing. Die Vollbilder werden durch Erweiterung von Halbbildern gewonnen. Dies geschieht durch einfache Zeilenverdopplung bzw. durch Interpolation. Der Unterschied besteht darin, dass beim Blending nicht alle erzeugten Vollbilder einzeln nacheinander dargestellt werden. Sind beide Vollbilder erstellt, werden sie übereinander gelegt und ihr Mittelwert errechnet, so dass ein besseres Ergebnis erzielt wird als bei der einfachen, nur räumlichen Interpolation, da auch die zeitliche Dimension mit einbezogen wird (3D-Interpolation aufgrund der Verwendung der zwei räumlichen Dimensionen x und y, sowie zusätzlich der zeitlichen Dimension z, wobei die Dauer der jeweilig herangezogenen Zeiteinheit fix bei 2 × 50stel = einer 25stel Sekunde liegt). Bei dieser Methode ist es auch in abgewandelter Form möglich, diese nur auf bestimmte Bereiche (z. B. dort wo Kammartefakte besonders stark auftreten) anzuwenden.
Das endgültige Bild wird zur Flimmervermeidung wieder zweifach wiedergegeben.
Der Vorteil des Blendings ist, dass kein Zittern auftritt, welches für Bobbing typisch ist. Durch die Vermengung der beiden Bilder verwischen allerdings bewegte Strukturen.
Dies entspricht jedoch der Bewegungsunschärfe bei längerer Belichtungszeit, sprich bei den progressiven Bildgeschwindigkeiten 24p und 25p mit entsprechend niedriger, bei 50i nicht erreichbarer Verschlussgeschwindigkeit (s. Umlaufblende). Deshalb wird Blending gern als schnelle, einfache Methode eingesetzt, um hektische, unschöne Videobewegungen (der gefürchtete sog. Shuttereffekt) zumindest beim Abspielen ausgeglichen und ästhetisch wie auf Film aussehen zu lassen. Im Standbild ist das Ergebnis allerdings nicht vollständig identisch zu einer natürlich erzeugten niedrigeren Belichtungszeit, da das Resultat besonders bei schnellen Bewegungen ein Doppelbild (also nicht ganz identisch zu natürlicher Bewegungsunschärfe) ist, das beim Abspielen mit 25 B/s dem menschlichen Auge aber nicht auffällt.
Diese Methode ist nur geeignet, um ursprüngliches 50i-Videomaterial zu deinterlacen. Abgetastetes Filmmaterial dagegen, das mit 24 Vollbildern aufgenommen, aber amateurhaft ohne Weaving (s. o.), also mit 50 Halbbildern mit (auf dem Computer) sichtbaren Halbbildzeilen abgetastet wurde, verliert dadurch ebenfalls die Hälfte seiner (effektiven) Bilder pro Sekunde und weist somit, da aufgrund der Aufnahmemethode nie mehr Informationen als 25 B/s vorhanden waren, am Ende nur noch 12,5 (effektive) Bilder pro Sekunde auf. Dieses genügt nicht, um eine Bewegungsillusion aufrechtzuerhalten, wobei hier auch die hinzugerechnete zusätzliche Bewegungsunschärfe übernatürlich stark auffällt. Bei abgetastetem Filmmaterial, das Halbbildzeilen aufweist, ist daher die allein räumliche Interpolation mit Skip field zu bevorzugen.
Kurz: Die fehlenden Zeilen von Halbbild 1 interpolieren, das Gleiche für Halbbild 2 machen. Die beiden gewonnenen Vollbilder übereinander legen und den Mittelwert ermitteln. Das Ergebnis: Aus 50 Halbbildern werden 25 Vollbilder.

### Adaptiv
Adaptives Deinterlacing ist die am weitesten entwickelte und aufwendigste Methode. Der Unterschied zu den zuvor beschriebenen Deinterlacing-Methoden besteht darin, dass bei diesem Verfahren für die Verarbeitung eines bestimmten Halbbildes auch die vorangegangenen und die nachfolgenden Halbbilder mit einbezogen werden. Zuallererst wird dabei eine detaillierte Bewegungsanalyse durchgeführt. Teile des Halbbildes, bei denen keine oder nur vernachlässigbare Bewegungen festgestellt wurden, können anschließend mit einem einfachen Weaving ergänzt werden, ohne dass dabei Kammartefakte zu befürchten sind. Dadurch können die Nachteile des Bobbings (Zittern) oder des Blendings (Unschärfe) vermieden werden. Für bewegte Bildteile dagegen muss eine andere Methode gewählt werden. Der Deinterlacer wird hier versuchen bewegte Bildelemente zu erkennen und diese aus anderen Halbbildern möglichst verlustfrei zu rekonstruieren. Je mehr vorangegangene bzw. nachfolgende Halbbilder bei diesem Vorgang mit einbezogen werden, desto besser ist das zu erwartende Ergebnis. Natürlich steigt damit auch der Rechenaufwand an. Außerdem verzögert sich mit jedem nachfolgenden Halbbild, das bei der Verarbeitung des aktuellen berücksichtigt wird, die Bildausgabe um 0,02 Sekunden (bei PAL), denn schließlich müssen diese Bilder ja erst einmal „abgewartet“ werden. Wird der Ton nicht ebenfalls entsprechend verzögert, laufen Bild und Ton asynchron, was aber im üblichen Rahmen nicht weiter auffällt. Ausschließlich bewegte Bildelemente, die nicht rekonstruiert werden konnten, muss der Deinterlacer interpolieren. Hierfür können wiederum unterschiedliche Methoden zum Einsatz kommen.
Zusammenfassend lässt sich sagen, dass adaptives Deinterlacing im Idealfall das beste Ergebnis liefert: Man erhält Vollbilder in sehr guter Bildqualität und das bei voller Bildwiederholrate. Allerdings hat auch das adaptive Deinterlacing eine ganze Reihe von Nachteilen. Wie bereits angesprochen, ist das Verfahren sehr rechenintensiv. Software-Deinterlacer benötigen daher ein sehr schnelles System, um ordnungsgemäß arbeiten zu können. Entsprechende Hardware-Deinterlacer sind teuer. Ob der Mehrpreis den Qualitätsgewinn rechtfertigt, bleibt fraglich. Darüber hinaus ist es sehr schwierig einen zuverlässigen adaptiven Deinterlacer zu entwickeln, da die notwendigen Algorithmen komplex sind. Mittelmäßige oder gar fehlerhafte adaptive Deinterlacer rechnen oft so viele störende Artefakte in das Bild hinein, dass man eine mangelhafte Bildqualität erhält. Schließlich hängt die Qualität, die ein adaptiver Deinterlacer liefert, entscheidend von der Qualität des Ausgangsmaterials ab. Ein gutes Ergebnis lässt sich nur mit hochwertigen Bildsignalen erreichen. Bildstörungen, wie etwa „Rauschen“ oder „Grieseln“, können auch hochwertige Deinterlacer schnell aus der Bahn werfen. Die Folge sind wieder starke Bildartefakte, die die Bildqualität beeinträchtigen. In diesem Fall fährt man mit einem einfachen Bobbing oder Blending oft besser.

### Motion Compensation
Die modernsten Deinterlacing-Verfahren verwenden Motion Compensation (Bewegungskompensation). Dabei werden die Halbbilder mit Weave kombiniert. Da es bei Bewegungen mit Weave zu Kammstrukturen kommen würde, werden die bewegten Bildelemente erst einmal identifiziert. Danach wird versucht die Teile von Halbbild 1 mit den Entsprechungen aus Halbbild 2 zur Deckung zu bringen und erst dann mit Weave zu kombinieren. Das Verfahren ist zwar sehr aufwendig, aber mittlerweile für Fernseher Stand der Technik geworden. Üblicherweise wird dieses Verfahren mit adaptiven Filtern kombiniert, so dass ein sehr guter Gesamteindruck entsteht. Methoden, welche mit Motion Compensation arbeiten, liefern das beste Ergebnis von allen Varianten.
Lediglich billige, auf PC-Monitor-Technik basierende LCD-Fernseher verwenden noch unkompensiertes Deinterlacing.
Kurz: Halbbilder mit Weave verbinden, bewegte Bildteile zu Deckung bringen und dann mit Weave kombinieren.

## Deinterlacing bei anderen Bildgeschwindigkeiten als 25p/50i (u. a. NTSC)
Die hier beschriebenen Arten des Deinterlacings gelten in erster Linie für natives 50i-PAL-Videomaterial und per PAL Speed-Up (s. Filmabtaster) während der Abtastung auf 25p bzw. 25i beschleunigtes 24p-Filmmaterial. Bei NTSC-Material und analogem Filmmaterial mit anderen Filmgeschwindigkeiten als 24 B/s liegen die Sachen etwas komplizierter.

### Natives NTSC 29,97i zu NTSC 29,97p
Möchte man natives NTSC-Videomaterial mittels Blending in Vollbilder umwandeln, ergeben sich die geringsten Schwierigkeiten, da hier ohne Probleme genauso wie bei PAL vorgegangen werden kann.

### Film auf NTSC
Eine einfache Methode zur Abtastung von Filmmaterial mit 24 B/s auf NTSC, wie sie der PAL Speed-Up bietet, gibt es nicht; eine entsprechende Beschleunigung auf 29,97 B/s wäre einfach zu auffällig. Stattdessen muss das Material einen komplizierten Interlacingprozess durchlaufen, den sog. Pull-down (s. Filmabtaster), da sich 24 auch schlecht durch 29,97 teilen lässt, etwa indem verschiedene Einzelbilder wiederholt würden. Verbleibt das Material im NTSC-Format, muss es interlaced bleiben, da sonst die Flüssigkeit der Bewegungen auch bei Weaving verlorenginge.
Man kann solches Material allerdings per inversem Telecining (zuweilen auch als Pull-up bezeichnet) in PAL 25p verwandeln. Nach dem inversen Telecining (für den Heimanwender etwa durch das Freewaretool VirtualDub über dessen Framerate-Option möglich) erhält man zuerst eine Datei mit progressivem Material, das eine Bildgeschwindigkeit von 23,976 B/s aufweist; dieses unterwirft man einfach dem gewohnten PAL Speed-Up, indem Bild und Ton auf 25 B/s beschleunigt werden, wobei auch Auflösung und Pixelseitenverhältnis angepasst werden, indem das Bild dem PAL-Seitenverhältnis entsprechend etwas vergrößert wird.

### Natives NTSC 29,97i zu PAL 25p
Auch hier ist die Methode des inversen Telecinings anzuwenden.

### Andere Filmgeschwindigkeiten (Pull-downfür PAL)
Zuweilen, vor allem bei historischem Filmmaterial und Amateurfilmen, stößt man auf andere Filmgeschwindigkeiten als 24 B/s. Stummfilme vor der Erfindung des Tonfilms wurden oft mit einer zwar genormten, aber geringeren Geschwindigkeit aufgenommen (Federwerke oft mit 12–16 B/s); Normal 8 und Super8 liefen bzw. laufen auch in der Tonvariante zumeist mit 16 B/s (Normal8) bzw. 18 B/s (Super8).
Derartige Bildgeschwindigkeiten sind wie beim Pull-down für NTSC weder durch 24, noch durch 25, 29,97 oder 50 teilbar. Bis heute ist oft sowohl bei NTSC wie PAL zu sehen, wie solche Filme häufig mit den gewohnten 24 bis 25 B/s abgetastet werden, was der Grund ist, weshalb die Bewegungen auf solchem Material heute oft abgehackt und zu schnell wirken. Allerdings ist es möglich, auch bei diesem Material einen Pull-down mit Einführung eines Interlacings vorzunehmen, so dass die ursprüngliche Geschwindigkeit sowohl bei PAL als auch bei NTSC erhalten bleibt. Bei der professionellen Abtastung von Normal8 und Super8 für Privatkunden ist dies bereits Standard, jedoch wird dies häufig noch nicht bei historischem Filmmaterial auf 16 mm und 35 mm vorgenommen, wie noch heute sehr häufig in Geschichtsdokumentationen zu sehen.
Der Einwand, effektive Bildgeschwindigkeiten unterhalb von 24 B/s seien dem Betrachter nicht zuzumuten, greift nicht; erstens kann dies für 16–18 B/s bei Normal8 und Super8 jeder bestätigen, der bereits eine solche flimmerfrei wirkende Projektion gesehen hat (Flimmern in Form von Hell-Dunkel-Schwankungen wird allenfalls durch einfaches Abfilmen mit einer Videokamera von der Leinwand erzeugt). Zweitens treten auch unterhalb von 16 B/s keine Probleme für den modernen Betrachter auf, da die Dunkelheit zwischen den Fernsehbildern sich nicht verlängert, und wie bei einem Großteil moderner Zeichentrick- und Animationsfilme unschwer zu erkennen ist, die mit deutlich weniger als 20 B/s auskommen. Die BBC hat daher ein solches Pull-down-Verfahren für ihre anlässlich des Jahrtausendwechsels erschienenen Mammutdokumentation People’s Century angewandt, wodurch viel historisches Filmmaterial erstmals in seiner ursprünglichen, natürlichen Geschwindigkeit zu sehen war.
Hier ergibt sich allerdings auch für PAL dasselbe Dilemma wie generell für Filmmaterial auf NTSC; durch einfaches Deinterlacing, egal ob durch Weaving oder Blending, gehen Einzelbilder verloren und das Material wird stark ruckelig (Weaving), oder Bewegungen verschmieren mehr als ohnehin bei der längeren Verschlussgeschwindigkeit von Film (Blending). Man kann zwar ein inverses Telecining vornehmen und erhält dadurch die originale Abtastgeschwindigkeit als Bildgeschwindigkeit (jedes Filmbild gleich ein progressives Videobild), derart rückgewandeltes Material lässt sich allerdings nicht mit Material zusammenschneiden, das mit 24p, 25p, 25i oder den NTSC-Geschwindigkeiten läuft.
Es liegt hier also der einzige Fall vor, wo grundsätzlich kein Deinterlacing vorgenommen werden sollte.